# Frontera entre Alemanya i Dinamarca
La frontera entre Alemanya i Dinamarca és una frontera internacional terrestre i marítima que separa la República Federal d'Alemanya del regne de Dinamarca, ambdós estats membres de la Unió Europea.

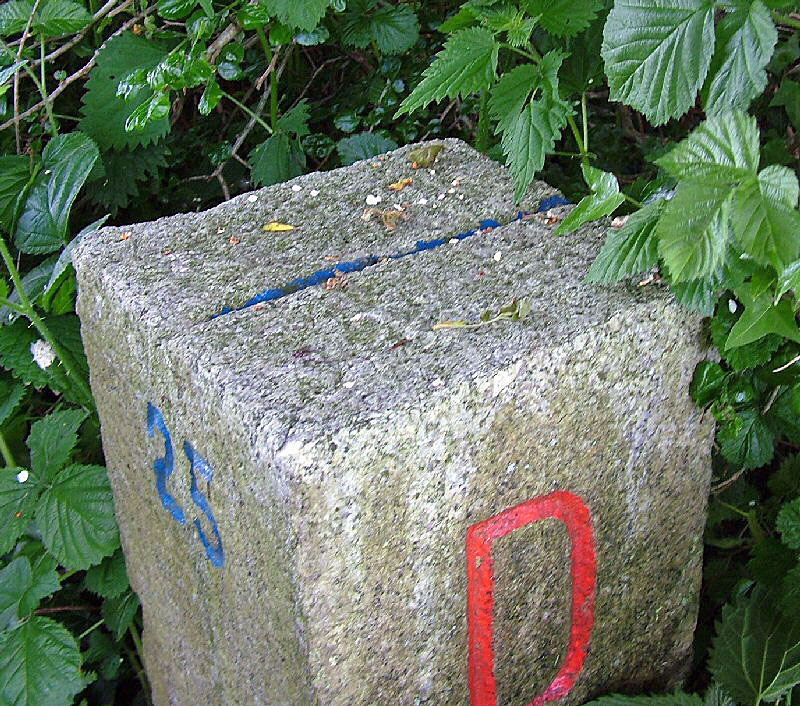
Pedra fronerera

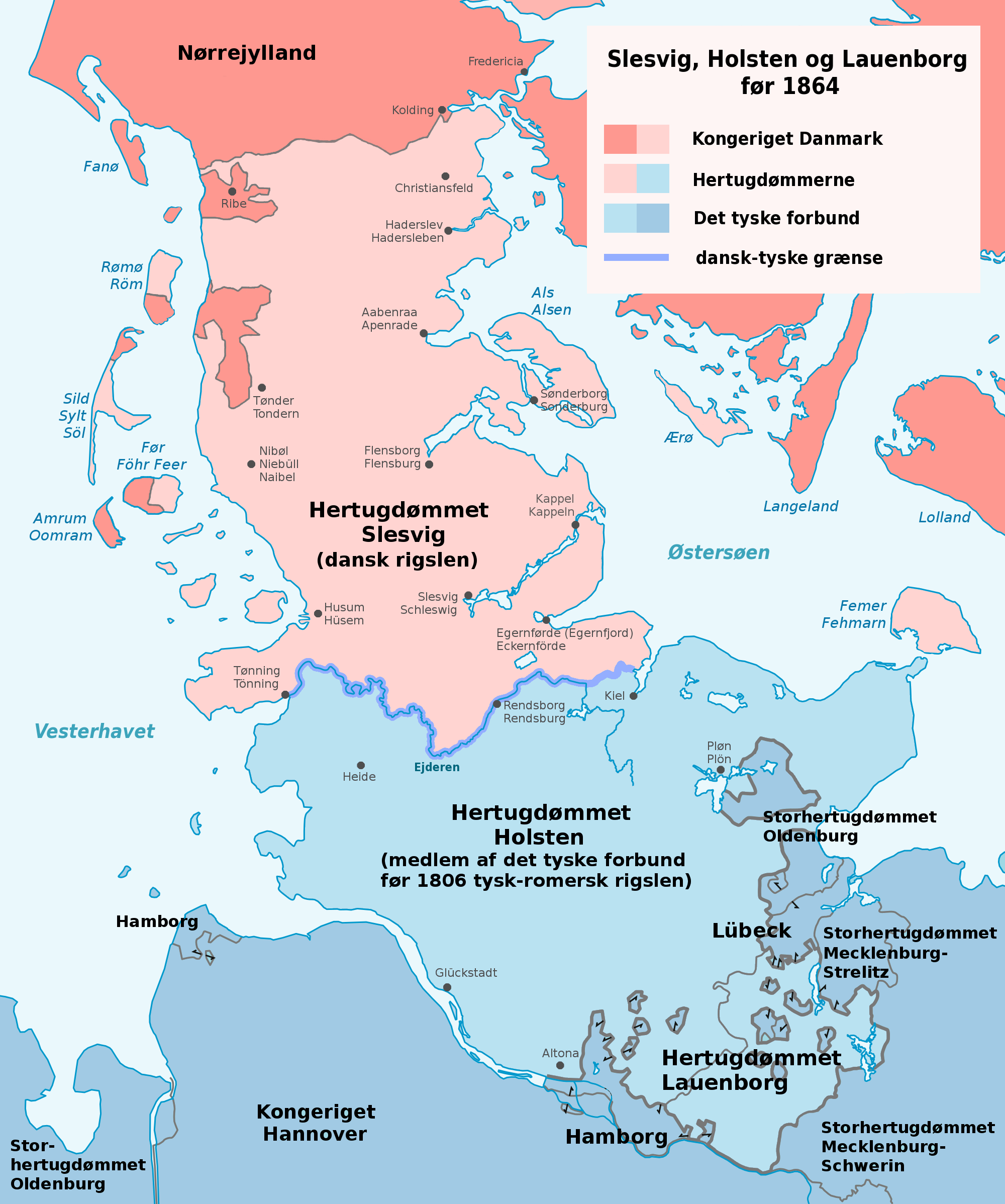
Els ducats de Slesvig, Holstein i Lauenburg abans de 1864

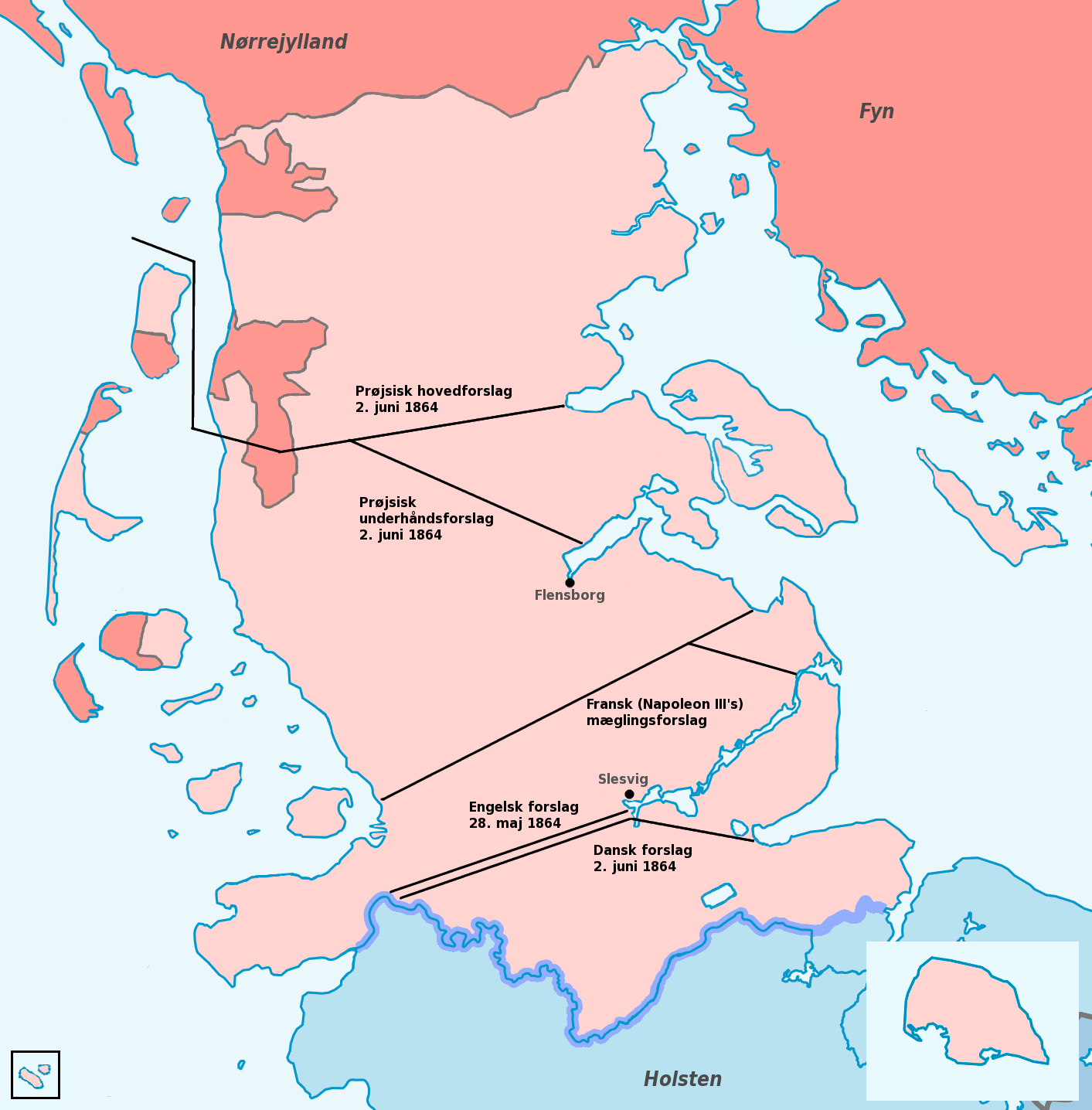
Frontera proposada en 1864

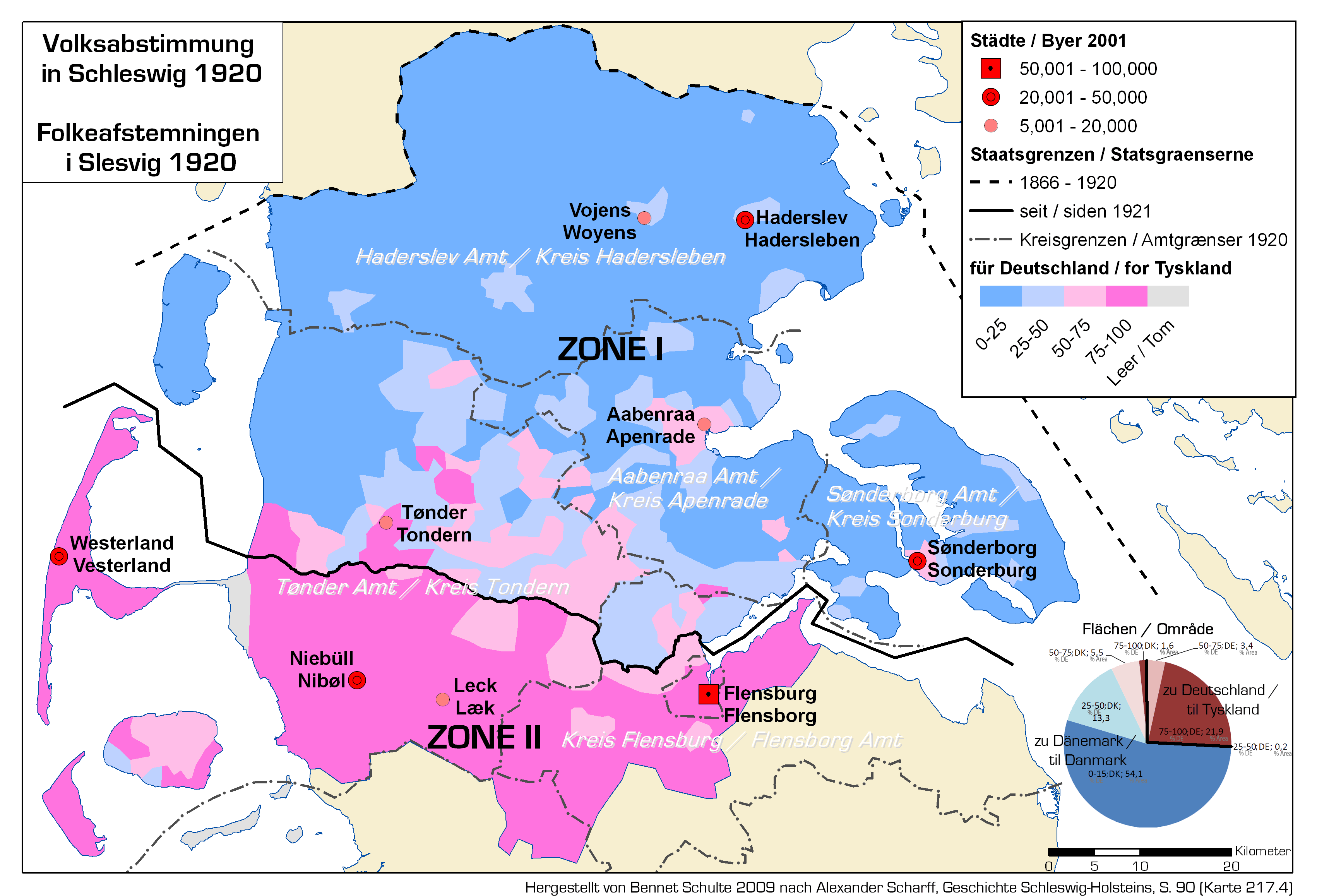
Resultats del plebiscit de 1920

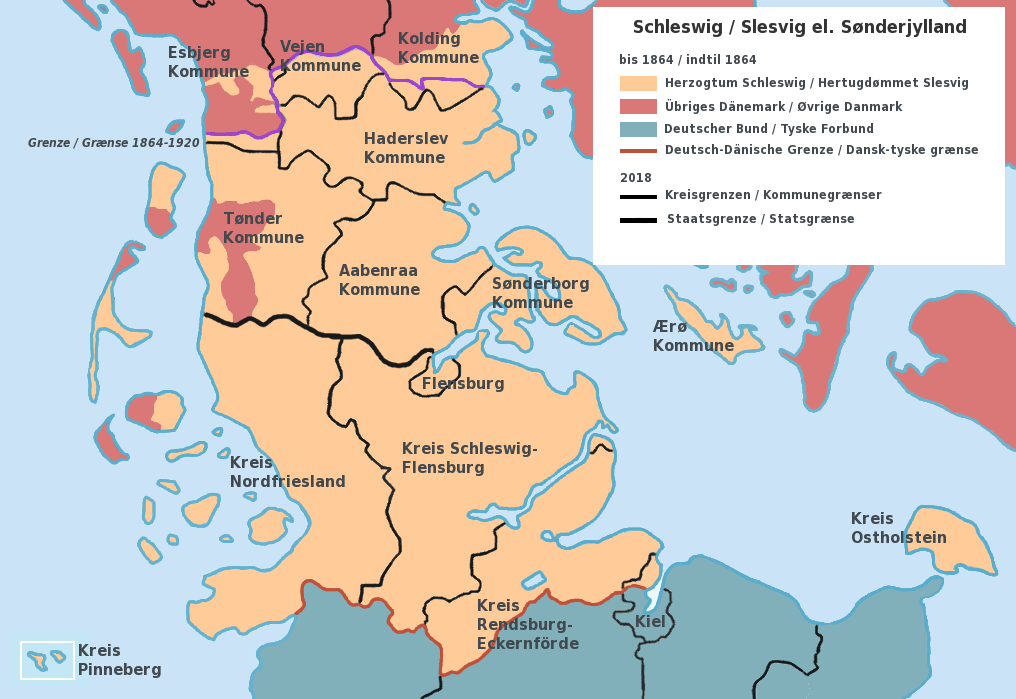
Schleswig/Slesvig amb les fronteres administratives actuals

## Història
En 811 el riu Eider va ser reconegut com la frontera entre Dinamarca i l'Imperi Franc. Com a riu pantanós va formar una frontera natural. A la zona més alta, a prop de la conca hidrogràfica, era més sec. La molt antiga ruta de viatge a Hærvejen anava per allà, i es va construir una muralla de defensa, Danevirke. Posteriorment van sorgir els ducats de Schleswig i Holstein. Abans de 1864, el ducat de Slesvig era un feu de Dinamarca, mentre que el ducat de Holstein era un feu del Sacre Imperi Romanogermànic (fins a 1806), respectivament, membre de la Confederació Germànica (després de 1815). Tots dos territoris van ser governats pel rei danès en la seva funció addicional de duc de Slesvig i duc d'Holstein (ocasionalment juntament amb altres ducs com els ducs de Gottorp). La frontera entre el feu danès de Schleswig i el feu alemany d'Holstein encara corria al llarg del riu Eider, el límit entre els ducats i el regne de Dinamarca corrien al llarg del Kongeåen i la frontera meridional de la monarquia danesa (≈Helstaten) corria al llarg del riu Elba.
El 1864, Schleswig-Holstein va ser conquistada per Prússia, per la qual cosa es va crear una frontera internacional entre Dinamarca i Alemanya/Schleswig-Holstein. Va passar des d'un lloc a la costa 5 km al sud de Ribe, envoltant Ribe a 5 km, i aleshores va cap a l'est al sud de Vamdrup i al nord de Christiansfeld al Mar Bàltic.
En 1920, la frontera es va moure al voltant del 50 km en sentit sud fins a la posició actual, tal com determina els plebiscits de Slesvig en 1920. Això seguia aproximadament la frontera lingüística no clarament definida. El 2001 tots els controls fronterers es van eliminar sobre la base dels acords de Schengen.
En resposta al control de la frontera suec a causa de la Crisi dels refugiats a Europa, els controls fronterers es van introduir temporalment a partir del 4 de gener de 2016. El primer ministre Lars Løkke Rasmussen va citar la por a l'acumulació d'immigrants il·legals a Copenhague com un dels motius d'aquesta decisió.

## Passos fronterers
| Estat alemany    | Districte           | Municipi alemany      | Pas fronterer |             | Pas Fronterer | Municipi danès | Regió danesa |
| ---------------- | ------------------- | --------------------- | ------------- | ----------- | ------------- | -------------- | ------------ |
| Slesvig-Holstein | Nordfriesland       | List auf Sylt         |               | N o r d s e |               | Tønder         | Syddanmark   |
| Slesvig-Holstein | Nordfriesland       | Kampen (Sylt)         |               | N o r d s e |               | Tønder         | Syddanmark   |
| Slesvig-Holstein | Nordfriesland       | Wenningstedt-Braderup |               | N o r d s e |               | Tønder         | Syddanmark   |
| Slesvig-Holstein | Nordfriesland       | Sylt                  |               | N o r d s e |               | Tønder         | Syddanmark   |
| Slesvig-Holstein | Nordfriesland       | Rodenäs               |               | N o r d s e |               | Tønder         | Syddanmark   |
| Slesvig-Holstein | Nordfriesland       |                       |               |             |               | Tønder         | Syddanmark   |
| Slesvig-Holstein | Nordfriesland       | Aventoft              |               |             |               | Tønder         | Syddanmark   |
| Slesvig-Holstein | Nordfriesland       | Humptrup              |               |             |               | Tønder         | Syddanmark   |
| Slesvig-Holstein | Nordfriesland       | Ellhöft               |               |             |               | Tønder         | Syddanmark   |
| Slesvig-Holstein | Nordfriesland       | Westre                |               |             |               | Tønder         | Syddanmark   |
| Slesvig-Holstein | Nordfriesland       | Aabenraa              |               |             |               |                | Syddanmark   |
| Slesvig-Holstein | Nordfriesland       | Ladelund              |               |             |               |                | Syddanmark   |
| Slesvig-Holstein | Nordfriesland       | Bramstedtlund         |               |             |               |                | Syddanmark   |
| Slesvig-Holstein | Schleswig-Flensburg | Weesby                |               |             |               |                | Syddanmark   |
| Slesvig-Holstein | Schleswig-Flensburg | Böxlund               |               |             |               |                | Syddanmark   |
| Slesvig-Holstein | Schleswig-Flensburg | Jardelund             |               |             |               |                | Syddanmark   |
| Slesvig-Holstein | Schleswig-Flensburg | Osterby               |               |             |               |                | Syddanmark   |
| Slesvig-Holstein | Schleswig-Flensburg | Handewitt             |               |             |               |                | Syddanmark   |
| Slesvig-Holstein | Schleswig-Flensburg | Harrislee             |               |             |               |                | Syddanmark   |
| Slesvig-Holstein | Schleswig-Flensburg | O s t s e             |               |             |               |                | Syddanmark   |
| Slesvig-Holstein | Flensburg           |                       |               |             |               |                | Syddanmark   |
| Slesvig-Holstein | Schleswig-Flensburg | Glücksburg            |               |             |               |                | Syddanmark   |
| Slesvig-Holstein | Schleswig-Flensburg | Glücksburg            | Sønderborg    |             |               |                | Syddanmark   |
| Slesvig-Holstein | Schleswig-Flensburg | Munkbrarup            |               |             |               |                | Syddanmark   |
| Slesvig-Holstein | Schleswig-Flensburg | Langballig            |               |             |               |                | Syddanmark   |
| Slesvig-Holstein | Schleswig-Flensburg | Westerholz            |               |             |               |                | Syddanmark   |
| Slesvig-Holstein | Schleswig-Flensburg | Steinbergkirche       |               |             |               |                | Syddanmark   |
| Slesvig-Holstein | Schleswig-Flensburg | Steinberg             |               |             |               |                | Syddanmark   |
| Slesvig-Holstein | Schleswig-Flensburg | Niesgrau              |               |             |               |                | Syddanmark   |
| Slesvig-Holstein | Schleswig-Flensburg | Gelting               |               |             |               |                | Syddanmark   |
| Slesvig-Holstein | Schleswig-Flensburg | Nieby                 |               |             |               |                | Syddanmark   |